# Tratado de Ganghwa
O Tratado de Gangwa, também conhecido como Tratado de Amizade Japão-Coreia ou Tratado de Kanghwa, foi celebrado entre representantes do Império do Japão e do Reino de Joseon em 1876. As negociações foram concluídas em 26 de fevereiro de 1876.

## Antecedentes
Após a Revolução Industrial no século XVIII, as nações europeias começaram a colonizar muitas outras nações menos desenvolvidas na África e Ásia, a ideologia política conhecida como imperialismo. Quase toda a África foi colonizada pelas potências europeias. A maior parte da Ásia Central, Ásia Meridional e Sudeste Asiático, incluindo a Índia, foi tomada por várias potências europeias. A Ásia Oriental também foi invadida pelas potências europeias, começando com a Guerra do Ópio na China pelo Reino Unido e outros países estrangeiros. O império da China foi reduzido para um território semicolonizado. Enquanto isso, o Esquadrão Asiático Americano, sob a liderança de Matthew Calbraith Perry forçou o Japão a abrir suas portas ao mundo ocidental em 1854.
Humilhado pelos tratados desiguais e com a expectativa de perder sua independência e integridade para as potências imperialistas, o Japão passou por um rápido processo de transformação, passando de uma sociedade medieval para um estado industrializado moderno.

## Incidente Ganghwa

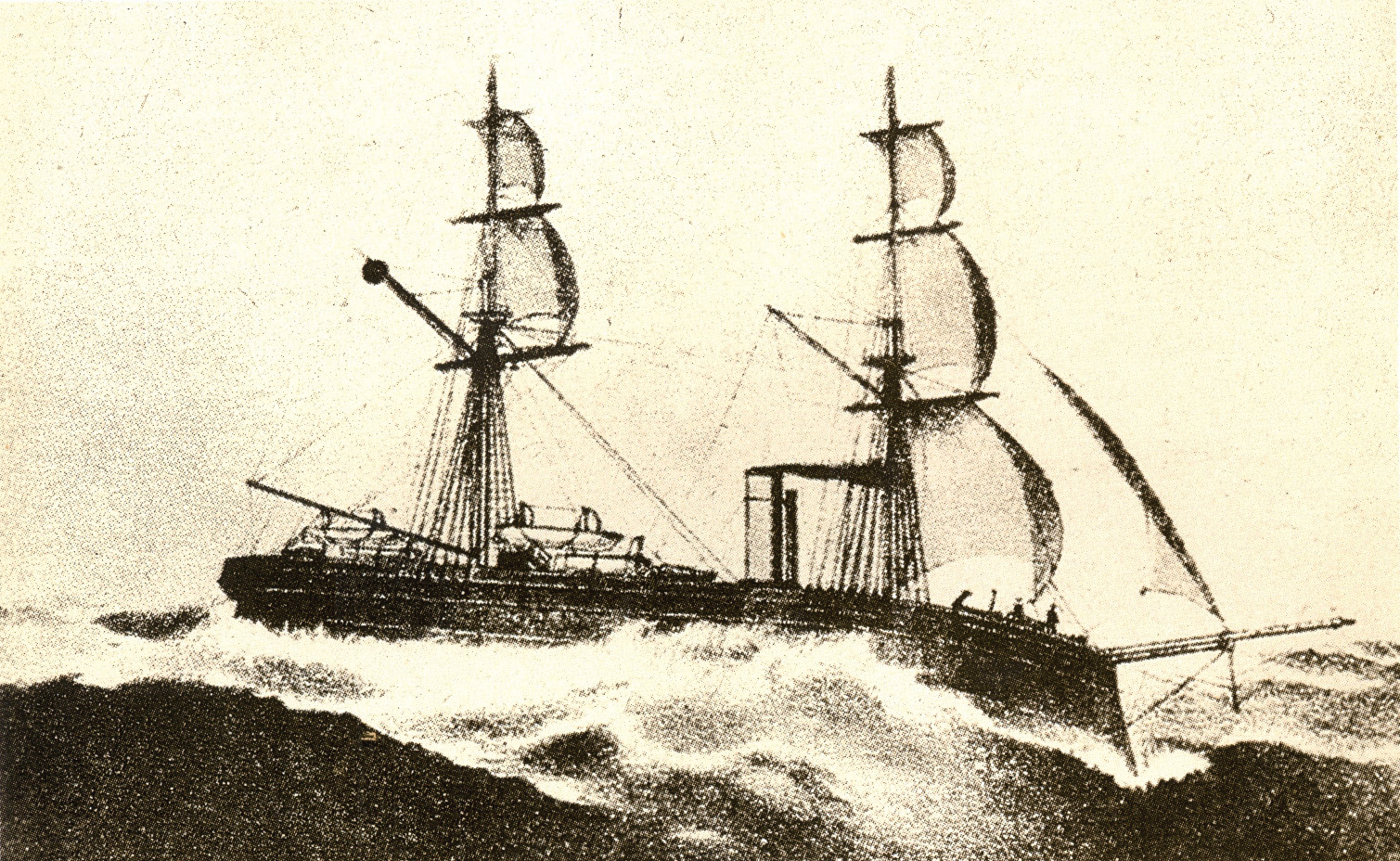
O navio japonês Un'yō.

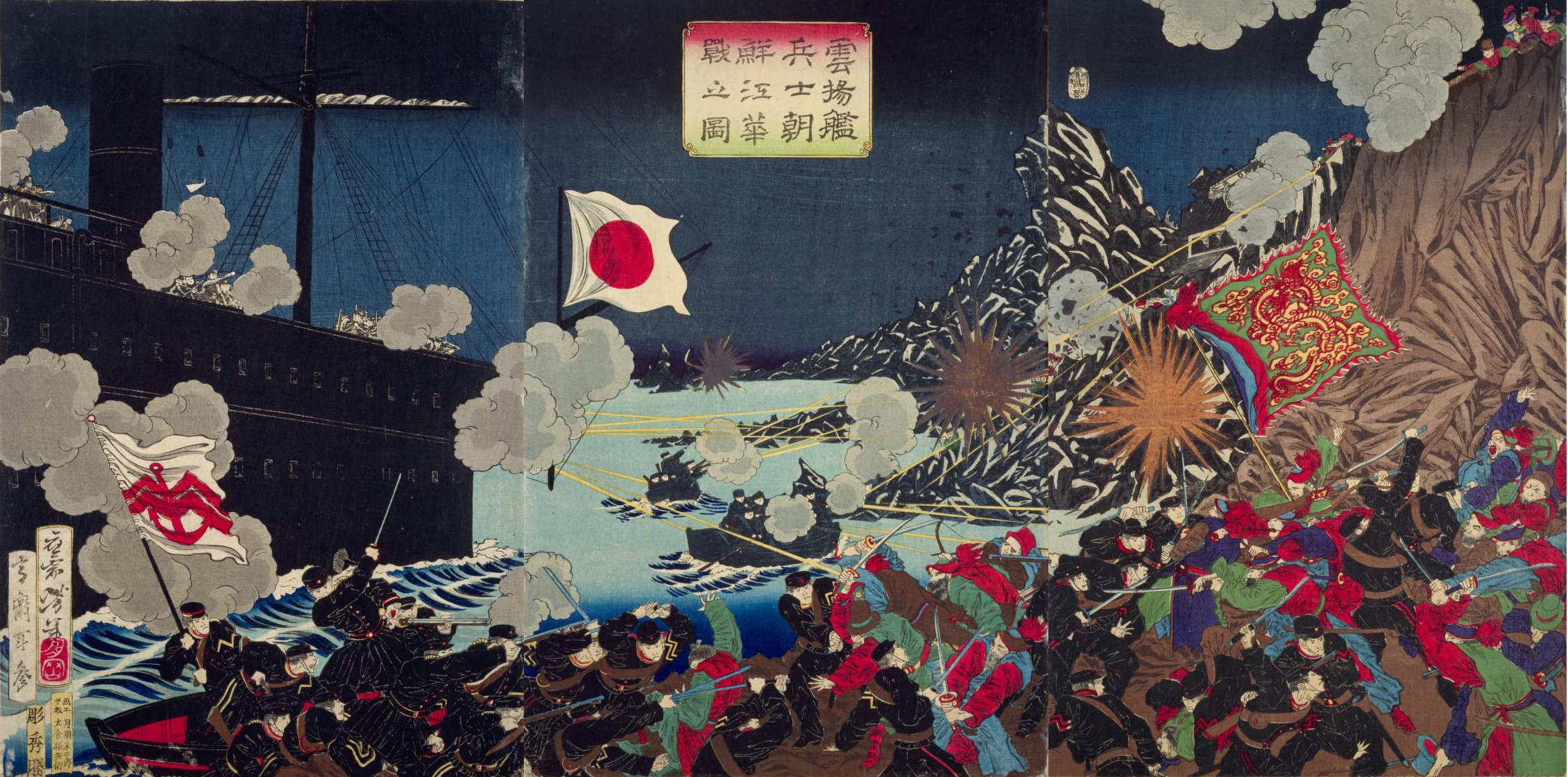
A chegada das forças de Un'yō na Ilha Ganghwa em 1875.

Na Coreia, a forte ditadura de Heungseon Daewongun foi derrubada pela Imperatriz Myeongseong, que instituiu uma política de portas fechadas para as potências europeias. A França e os Estados Unidos já tinham feito algumas tentativas fracassadas de iniciar um comércio com a Dinastia Joseon, todas elas ocorrendo durante a era de Heungseon Daewongun. Entretanto, depois de ele se retirar do poder, muitos novos oficias que apoiavam a ideia de abrir o comércio com o estrangeiros tomaram o poder. Devido a instabilidade política, o Japão desenvolveu um plano para exercer influência na Coreia antes que uma potência europeia conseguisse. Em 1875, o plano foi colocado em prática: o ''Un'yō'', um pequeno navio de guerra japonês sob o comando de Inoue Yoshika, foi despachado para verificar águas costeiras sem a permissão da Coreia.
Em 20 de setembro, o navio alcançou a Ilha Ganghwa, que foi um lugar de confrontos violentos entre as forças coreanas e as forças estrangeiras na década anterior. Em 1866, a ilha foi brevemente ocupada pela França, e também, em 1871, sujeita a intervenção americana. As memórias desses confrontos estavam muitos frescas, e havia um pouco de dúvida se a guarnição coreana atiraria contra um navio estrangeiro que se aproximasse. Apesar disso, o Comandante Inoue ordenou que um pequeno barco partisse - alegadamente à procura de água potável. Os fortes coreanos abriram fogo. O Un'yō aproveitou-se de seu poder de fogo superior para revidar e silenciou as armas coreanas. Então, ele atacou outro porto coreano e partiu de volta para o Japão.

## Provisões do tratado

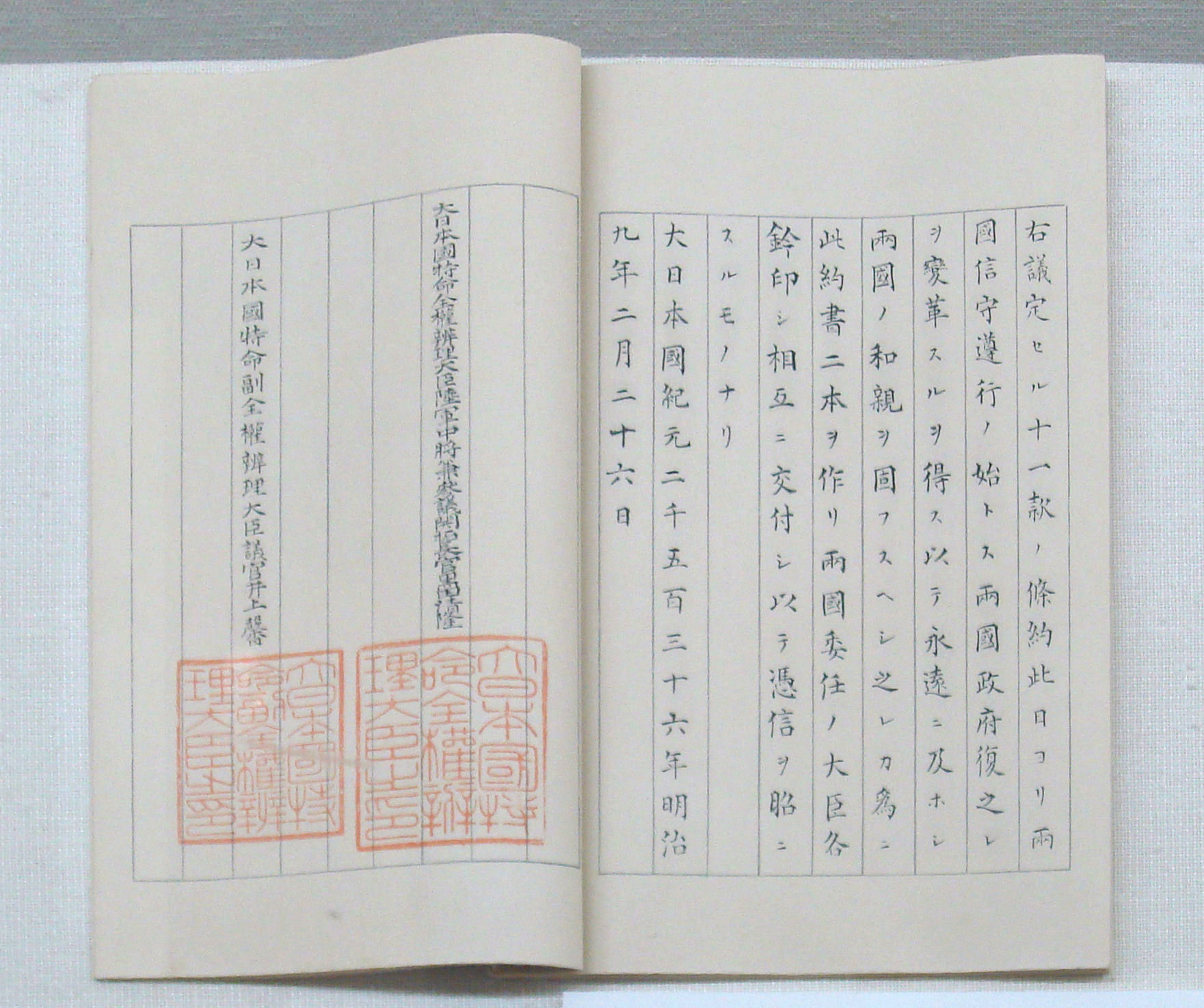
Tratado de Amizade Japão-Coreia, 26 de fevereiro de 1876.

O Japão empregou a diplomacia das canhoneiras para pressionar a Dinastia Joseon a assinar os tratados desiguais. O pacto abriu a Coreia, assim como a frota do Comodoro Matthew Perry dos Navios Negros abriu o Japão em 1853. De acordo com o tratado, ele acabou com o status de Joseon como um estado tributário da dinastia Qing e abriu três portos ao comércio com o Japão. O tratado também garantiu aos japoneses os mesmos direitos na Coreia que os ocidentais gozavam no Japão, como a extraterritorialidade.
Os líderes das negociações do tratado foram Kuroda Kiyotaka, governador de Hokkaido, e Shin Heon, General/Ministro da dinastia Joseon.

## Consequências

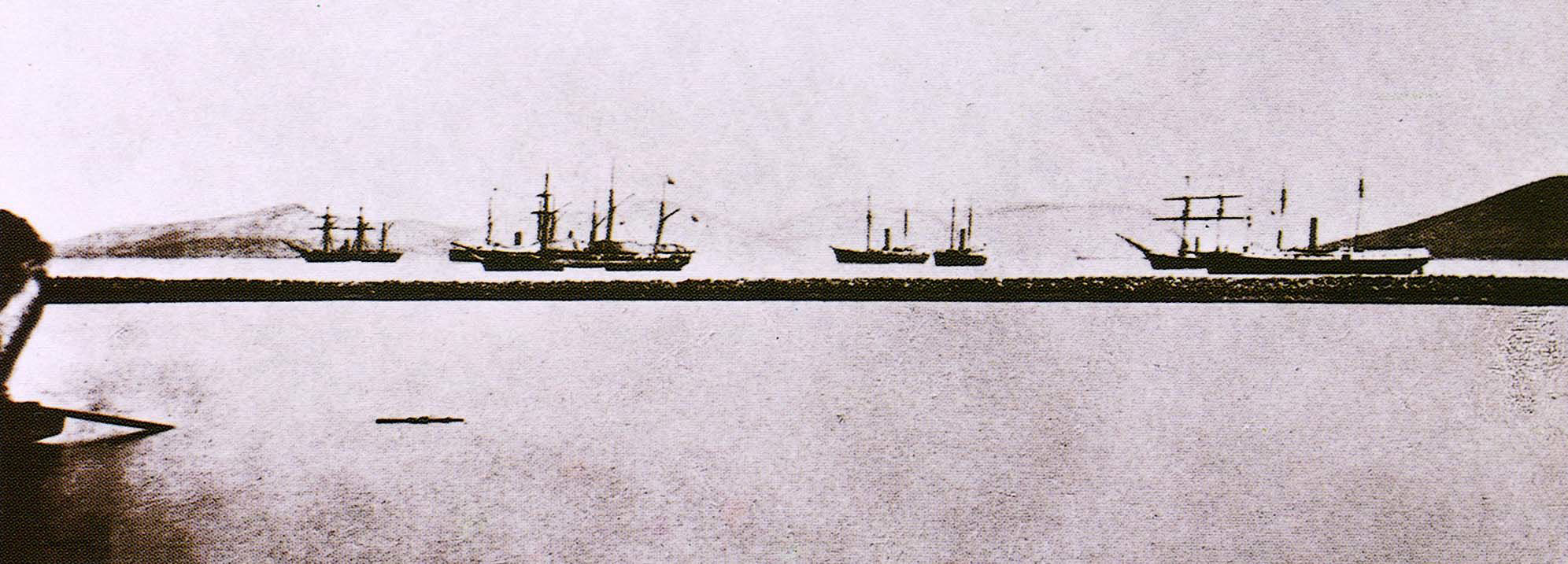
A Marinha Imperial Japonesa, em Busan, a caminho da Ilha Ganghwa, Coreia, 16 de fevereiro de 1876. Havia dois navios de guerra (Nisshin e Moshun), três transportadores de tropa, e um navio da embaixada liderada por Kuroda Kiyotaka.

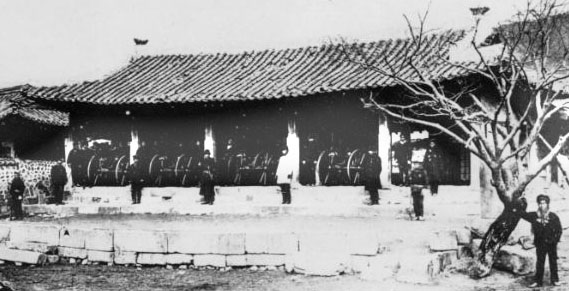
Quatro gatlings em Ganghwa das tropas japonesas. Missão Kuroda de 1876.

No ano seguinte, uma frota japonesa liderada pelo embaixador especial Kuroda Kiyotaka veio para a Coreia, exigindo desculpas do governo Joseon e um tratado comercial entre as duas nações. O governo coreano decidiu aceitar a exigência, na esperança de importar algumas tecnologias para defender seu país de qualquer invasão futura.
No entanto, o tratado veio a ser o primeiro tratado desigual assinado pela Coreia. Ele concedeu direitos extraterritoriais aos cidadãos japoneses na Coreia, e forçou o governo coreano a abrir três portos para o Japão, especificamente Busan, Incheon e Wonsan. Com a assinatura de seu primeiro tratado desigual, a Coreia tornou-se outra presa fácil para muitas potências imperiais; e mais tarde o tratado levou a Coreia a ser anexada pelo Japão.